# Polygonatum sewerzowii
Polygonatum sewerzowii là một loài thực vật có hoa trong họ Măng tây. Loài này được Regel miêu tả khoa học đầu tiên năm 1868.